# Waldemar Schlögl

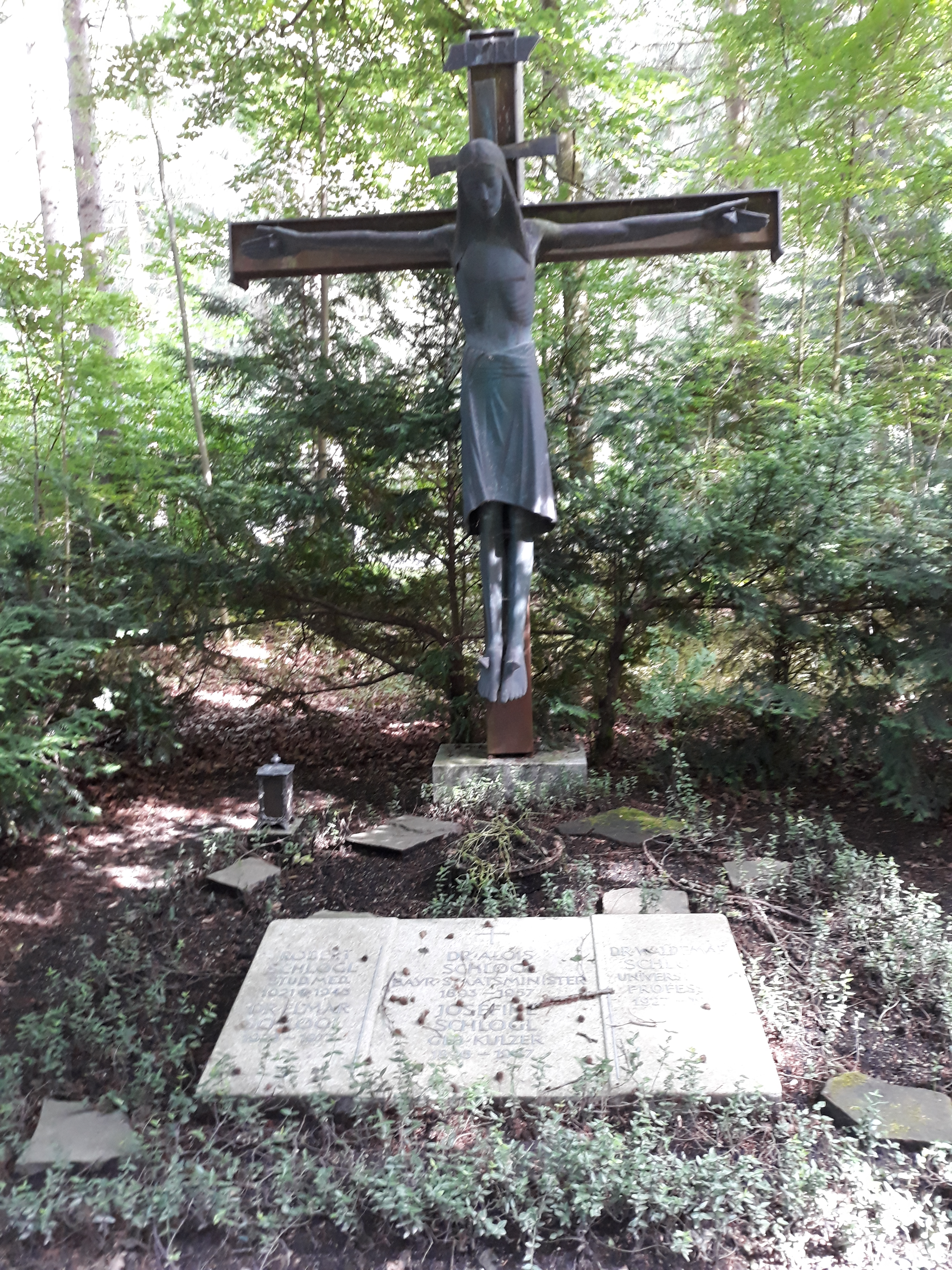
Das Grab von Waldemar Schlögl (rechts) im Familiengrab seiner Eltern auf dem Waldfriedhof (München)

Waldemar Hans Josef Schlögl (* 4. November 1927 in Berg ob Landshut; † 19. Juli 1980 in Landshut) war ein deutscher Historiker und Diplomatiker.

Er wurde als der dritte Sohn des Volkswirts Alois Schlögl und seiner Ehefrau geboren. Einer seiner Brüder war Hermann A. Schlögl. Er besuchte die Volksschule in Tittling und München. Im Jahr 1938 wechselte er auf das Maximiliansgymnasium München. Die Schulzeit wurde vom Krieg unterbrochen. Er leistete Kriegsdienst als Luftwaffenhelfer und Flakkanonier. Das Maximiliansgymnasium München verließ er mit dem Reifezeugnis. Er studierte für eine kurze Zeit Physik und Mathematik an der Technischen Hochschule München. Danach studierte er Philosophie und Geschichte an der Philosophischen Fakultät des Berchmanskollegs in Pullach, welches er 1953 mit dem Lizentiat abschloss. Bis 1955 war er am humanistischen Gymnasium in St. Blasien als Lehrer für Deutsch und Geschichte tätig. Ab 1956 studierte er Geschichtliche Hilfswissenschaften an der Universität München. Schlögl war ein akademischer Schüler von Peter Acht. Er wurde 1961 promoviert mit der Arbeit „Die Traditionen und die ältesten urbariellen Aufzeichnungen des Stiftes Dießen am Ammersee“. Schlögl habilitierte sich im Wintersemester 1974/75 in München. Zum 1. April 1978 wurde er als Wissenschaftlicher Rat und Professor an die Gesamthochschule Bamberg berufen. Ab Sommersemester 1980 wurde er als Nachfolger von Peter Acht Inhaber des Lehrstuhls für Geschichtliche Hilfswissenschaften an der Universität München. Er verstarb unerwartet im Juli 1980 bei einer Tagung in Landshut. Er wurde auf dem Münchener Waldfriedhof begraben.
Durch Schlögls Arbeit sind die wichtigsten Quellen des Stiftes Dießen bis zum Jahr 1362/63 erschlossen. Zuvor hatte Ludwig Baumann 1888 die Totenbücher des Stiftes in kritischer Edition vorgelegt. Schlögl edierte 93 Traditions- und Weihenotizen von 1114 bis 1345 sowie 193 Siegelurkunden von 1114/23 bis 1362. Davon waren 106 Urkunden bislang ungedruckt. In seiner Habilitation befasste er sich mit der eigenhändigen Beteiligung der Herrscher an ihren urkundlichen Verfügungen. Er untersuchte 62 Urkunden mit 64 Unterfertigungen mit Hilfe eines Kreuzes von Karl dem Großen bis zu Konradin. Im Ergebnis stellte er fest, dass 24 und damit ein Drittel des Materials als eigenhändig (autograph), 21 „wahrscheinlich eigenhändig“, 5 „möglicherweise eigenhändig“ und 12 als nichteigenhändig (allograph) gelten können. Schlögl hat in einer 1977 veröffentlichten Studie die frühen Jahre Ludwigs des Bayern untersucht. Nach seiner Quellenanalyse ist Ludwig 1282 geboren. Ein Großteil der Forschung folgte seinen Argumenten.

## Schriften (Auswahl)
Editionen
- Die älteste Besitzliste und das Urbar des Stiftes Diessen von 1362–1363 und die Register zu Traditionen, Urkunden und Urbar (= Quellen und Erörterungen zur bayerischen Geschichte. Neue Folge, 22,2). Beck, München 1970.
- Die Traditionen und Urkunden des Stiftes Diessen 1114–1362 (= Quellen und Erörterungen zur bayerischen Geschichte. Neue Folge, 22,1). Beck, München 1967.

Monographien
- Die Unterfertigung deutscher Könige von der Karolingerzeit bis zum Interregnum durch Kreuz und Unterschrift. Beiträge zur Geschichte und zur Technik der Unterferigung im Mittelalter (= Münchener historische Studien. Abteilung Geschichtliche Hilfswissenschaften. Band 16). Lassleben, Kallmünz 1978, ISBN 3-7847-4416-8.

Herausgeberschaften
- mit Peter Herde: Grundwissenschaften und Geschichte. Festschrift für Peter Acht (= Münchener historische Studien. Abteilung Geschichtliche Hilfswissenschaften. Band 15). Lassleben, Kallmünz 1976, ISBN 3-7847-4415-X.